# Микладеалур
Микладеалур (фар. Mikladalur, дат. Mygledal) — город на острове Кальсой (Фарерские острова, Дания). Относится к коммуне Клаксвуйк.

## О городе
Город известен своей каменной церковью, которая упоминается с 1856 года. С 1985 года город соединяется с соседним селением Тролланес благодаря тоннелю длиной 2248 м. Чуть выше деревни Видарлундин-и-Микладали расположен лес площадью 1,5 га, который был посажен в 1953 году. Он также принадлежит муниципалитету Микладеалура.

## Известные уроженцы
- Ханс-и-Микладали (1920-1970) — художник.